# سینمای سیاسی

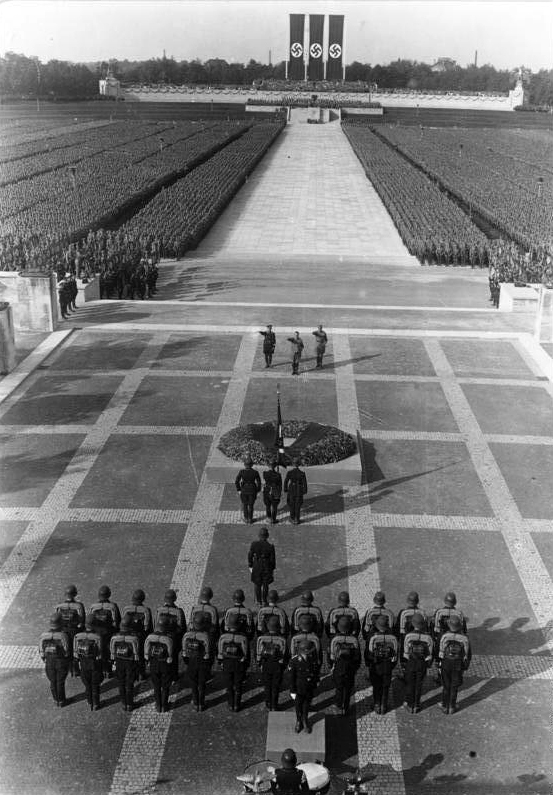
برای اهداف مستند بایگانی فدرال آلمان معمولاً زیرنویس‌های اصلی عکس را نگه می‌دارد که ممکن است دارای اشتباه، جانبدارانه، منسوخ یا سیاست‌زده باشند.

سینمای سیاسی (به انگلیسی: Political cinema) این یک اصطلاح سینمایی است که به منظور اطلاع‌رسانی یا تحریک تماشاگر، رویدادهای تاریخی یا شرایط اجتماعی فعلی را به صورت حزبی به تصویر می‌کشد. سینمای سیاسی به اشکال مختلفی از جمله مستند، فیلم بلند یا حتی فیلم‌های انیمیشن و تجربی نیز وجود دارد. 